# 遠くまで (Do As Infinityの曲)
「遠くまで」（とおくまで）は、日本のロックバンド・Do As Infinityの8作目のシングル及び2作目の映像作品。

## 概要
- 前作「Desire」から3か月ぶり、3か月連続シングルの第1弾作品で、同名のDVDシングルと同時発売された。
- 表題曲はアニメ映画『バンパイアハンターD』の主題歌に[1]、カップリング曲はメンバーの伴都美子出演の花王『ラビナス』のCMソングにそれぞれ使用された。アニメのタイアップは自身初となった。
- 今作から前作までと異なりカップリングが1曲になったほか、既発曲のリミックスバージョンが未収録となった。カップリングが1曲になるのは「Oasis」以来5作ぶりとなった。
- オリコンチャート初登場12位を獲得。「Yesterday & Today」から4作連続でトップ20入りを果たした。

## 収録曲
1. 遠くまで [4:31]
作詞・作曲：D・A・I
編曲：D・A・I、亀田誠治
作詞は大渡亮、作曲は長尾大。初めて大渡作詞の楽曲がシングル表題曲となった[注 1]。伴都美子はこの楽曲について、「歌いやすくて好きな曲という印象だったが、ライブで披露し年月を経ていくなかで歌ってて泣きそうになったり、歌っている自分が励まされたりする曲に心境が変化した」と語っている[1]。
ミュージック・ビデオは群馬県で撮影され、メンバーが軍人に扮した戦争を舞台とした内容となっている[注 2]。
2. シグナル [3:58]
作詞・作曲：D・A・I
編曲：D・A・I、亀田誠治
3. 遠くまで (Instrumental) [4:30]
作曲：D・A・I
編曲：D・A・I、亀田誠治
表題曲のインストゥルメンタルバージョン。
4. シグナル (Instrumental) [3:54]
作詞・作曲：D・A・I
編曲：D・A・I、亀田誠治
カップリング曲のインストゥルメンタルバージョン。

## タイアップ
- 日本ヘラルド配給アニメ映画『バンパイアハンターD』主題歌 (#1)
- 花王『ラビナス』CMソング (#2)

## 収録アルバム
- DEEP FOREST (#1,2、両曲ともアルバムバージョン[注 3])
- Do The Best (#1、アルバムバージョン)
- TRUE SONG (#1 3rd Anniversary Special Live Ver.)[注 4]
- Do The B-side (#2)
- Do The A-side (#1)
- Do The Best "Great Supporters Selection" (#1)
- The Best of Do As Infinity (#1)
- Anime and Game COLLECTION (#1)
- Lounge (#1、リアレンジバージョン)
- Do The Complete (#1)

## 2 of Us
「遠くまで [2 of Us]」（とおくまで・トゥー・オブ・アス）は、日本のロックバンド・Do As Infinityの2作目の配信限定シングル。

### 概要
- 前作「深い森 [2 of Us]」から続く16週連続配信企画『2 of Us』の第2弾シングル。

### 収録曲
1. 遠くまで [2 of Us] [4:10]
作詞・作曲：D・A・I
編曲：Ryo Owatari
原曲の雰囲気を壊さないよう、間奏の転調やストリングスをアコースティックギター2本でアレンジしながら制作したという[1]。

### 収録アルバム
- 2 of Us [BLUE] -14 Re:SINGLES-